# 대한민국 민법 제755조
대한민국 민법 제755조는 책임무능력자의 감독자의 책임에 대한 민법 채권법상 조문이다.

## 조문
제755조(책임무능력자의 감독자의 책임) ① 전2조의 규정에 의하여 무능력자에게 책임없는 경우에는 이를 감독할 법정의무 있는 자가 그 무능력자의 제3자에게 가한 손해를 배상할 책임이 있다. 그러나 감독의무를 해태하지 아니한 때에는 그러하지 아니하다.
② 감독의무자에 갈음하여 무능력자를 감독하는 자도 전항의 책임이 있다.

## 비교조문
독일민법 제832조 미성년으로 인하여 또는 정신적인 상태나 신체적인 상태로 인하여 감독으로 요하는 자를 법률에 의거 감독할 의무를 부담하는 자는 피감독자가 제3자에게 위법하게 가한 손해를 배상할 책임이 있다.

프랑스민법 제1384조 부모는 그들이 친권을 행사하는 한 그들과 주거를 같이하는 미성년자에 의하여 야기된 손해에 대하여 연대책임을 진다.

일본민법 제714조(책임무능력자의 감독의무자 등의 책임) 전2조의 규정에 의해 책임무능력자가 그 책임을 지지 않는 경우에 있어서, 그 책임무능력자를 감독하는 법정의 의무를 지는 자는 그 책임무능력자가 제3자에 가한 손해를 배상할 책임을 진다. 그러나, 감독의무자가 그 의무를 해태하지 아니한 때 또는 그 의무를 해태하지 아니하여도 손해가 발생하였을 때에는 그러하지 아니하다.
2 감독의무자를 대신하여 책임무능력자를 감독하는 자도 전항의 책임을 진다.
3 전2항의 규정은 사용자 또는 감독자가 피용자에 대하여 구상권을 행사함을 방해하지 아니한다.

## 판례
- 본 조에 의한 손해배상책임은, 그 미성년자에게 책임이 없음을 전제로 하여 이를 보충하는 책임이고, 그 경우에 감독의무자 자신이 감독의무를 해태하지 아니하였음을 입증하지 아니하는 한 책임을 면할 수 없는 것이나, 반면에 미성년자가 책임능력이 있어 그 스스로 불법행위책임을 지는 경우에도 그 손해가 당해 미성년자의 감독의무자의 의무위반과 상당인과관계가 있으면 감독의무자는 일반불법행위자로서 손해배상책임이 있다 할 것이므로, 이 경우에 그러한 감독의무위반사실 및 손해발생과의 상당인과관계의 존재는 이를 주장하는 자가 입증하여야 할 것이다.[1][2]

- 책임능력 없는 미성년자를 감독할 친권자 등 법정감독의무자의 보호·감독책임은 미성년자의 생활 전반에 미치는 것이고, 법정감독의무자에 대신하여 보호·감독의무를 부담하는 교사 등의 보호·감독책임은 학교 내에서의 학생의 모든 생활관계에 미치는 것이 아니라 학교에서의 교육활동 및 이와 밀접 불가분의 관계에 있는 생활관계에 한하며, 이와 같은 대리감독자가 있다는 사실만 가지고 곧 친권자의 법정감독책임이 면탈된다고는 볼 수 없다.[3]

- 학교의 교장이나 교사의 학생에 대한 보호감독의무는 학교에서의 교육활동 및 이와 밀접불가분의 관계에 있는 생활관계에 한하며, 그 의무 범위 내의 생활관계라고 하더라도 사고가 학교생활에서 통상 발생할 수 있다고 하는 것이 예측되거나 또는 예측가능성(사고발생의 구체적 위험성)이 있는 경우에 한하여 교장이나 교사는 보호감독의무위반에 대한 책임을 진다고 할 것인바, 위의 예측가능성에 대하여서는 교육활동의 때, 장소, 가해자의 분별능력, 가해자의 성행, 가해자와 피해자와의 관계 기타 여러 사정을 고려하여 판단할 필요가 있다.[4][5]

## 참고 문헌
- 오현수, 일본민법, 진원사, 2014. ISBN 978-89-6346-345-2
- 오세경, 대법전, 법전출판사 , 2014 ISBN 978-89-262-1027-7
- 이준현 , LOGOS 민법 조문판례집, 미래가치, 2015. ISBN 979-1-155-02086-9

## 같이 보기
- 미성년자
- 부모
- 대한민국 민법 제750조 불법행위책임
- 사용자책임